# Carignano del Sulcis rosso superiore
Il Carignano del Sulcis rosso superiore è un vino DOC la cui produzione è consentita nella provincia di Cagliari.

## Caratteristiche organolettiche
- colore: rosso rubino intenso, tendente al granato
- odore: intenso e caratteristico
- sapore: asciutto, pieno, armonico

## Abbinamenti consigliati
Selvaggina, formaggi erborinati, arrosti

## Produzione
Provincia, stagione, volume in ettolitri
- nessun dato disponibile